# C. Everett Koop
Charles Everett Koop, MD (14 de octubre de 1916 - 25 de febrero de 2013) fue un cirujano pediátrico y administrador de salud pública estadounidense. Fue un vicealmirante en el Servicio del Cuerpo de Comisionados de Salud Pública, y sirvió como 13º Cirujano General de los Estados Unidos durante la presidencia de Ronald Reagan de 1982 a 1989. De acuerdo con Associated Press, "Koop fue el único cirujano general en convertirse en un nombre común".
Koop fue conocido por su trabajo para prevenir el consumo de tabaco, el SIDA, y el aborto, y por su apoyo a los derechos de los niños discapacitados.

## Primeros años de vida y educación
Koop nació en Brooklyn, Nueva York, como hijo único de John Everett Koop (1883–1972), un banquero y descendiente de los colonos holandeses de siglo XVII, y Helen (nacida Apel) Koop (1894–1970). En 1937, se tituló en el Dartmouth College, donde recibió el apodo "Chick" (ocasionalmente usado para su primer nombre, Charles, pero que en realidad hace referencia a los gallineros). Su interés en la medicina surgió tras pasar un año en un hospital tras sufrir un accidente infantil de esquí y sufrir una hemorragia cerebral. Obtuvo su doctorado en medicina en la facultad de medicina de Cornell en 1941 y el título de doctor en ciencias en medicina de la Universidad de Pensilvania en 1947.